# Cornelis Berkhouwer
Cornelis Berkhouwer (ur. 19 marca 1919 r. w Alkmaarze, zm. 5 października 1992 r. w Alkmaarze) – holenderski polityk liberalny.

## Życiorys
W latach 1956–1984 zasiadał w Parlamencie Europejskim z ramienia Partii Ludowej na rzecz Wolności i Demokracji, która wchodziła w skład grupy liberalnej. Od 13 stycznia 1973 do 10 marca 1975 sprawował funkcję przewodniczącego Parlamentu Europejskiego.